# FARA 83
FARA 83 (исп. Fusil Automático República 1983 — автоматическая винтовка Республики  Аргентина 1983 года) — аргентинский автомат.

## История
В 1975 году военно-политическим руководством Аргентины было принято решение о замене находившихся на вооружении 7,62-мм автоматических винтовок FN FAL (производившихся в Аргентине по лицензии) автоматами под патрон 5,56×45 мм. Разработка 5,56-мм автомата началась в 1979 году, однако война за Фолкленды в 1982 году осложнила политическое и экономическое положение Аргентины и программа перевооружения была отложена.
FARA 83 был принят на вооружение в 1983 году, выпускался на оружейной фабрике «Доминго Матеу» в Росарио с 1983—1984 года до 1986 года, в дальнейшем их производство было прекращено.

## Описание
Ствольная коробка — штампованная из стали, складывающийся вбок приклад, пистолетная рукоятка и цевьё - пластмассовые. В канале ствола - шесть правых нарезов (ход которых обеспечивает стрельбу и американскими патронами 5,56х45 мм с пулей М193, и патронами 5,56х45 мм с бельгийской пулей SS109).
Предусмотрена возможность запуска ружейных гранат со ствола. О возможности запуска аргентинской гранаты FMK-2 Mod. 0 с FARA 83 в источниках не упоминается.
Некоторое количество автоматов было выпущено со складной двуногой сошкой (они комплектовались цевьем измененной формы, в углубление на котором помещались сошки в сложенном состоянии).